# Copa de fútbol femenino de Alemania 2022-23
La Copa de fútbol femenino de Alemania 2022-23 es la 43va temporada de la segunda competición más importante del fútbol femenino en Alemania luego de la Bundesliga Femenina. Participaron 48 equipos de la primera y de la segunda división. La competición comenzó el 20 de agosto de 2022 y terminará el 18 de mayo de 2023.

## Resultados

### Primera ronda
El sorteo se realizó el 1 de julio y los partidos se jugaron el 20, 21 y 22 de agosto de 2022.
| Equipo 1             | Resultado   | Equipo 2                         |
| -------------------- | ----------- | -------------------------------- |
| ATS Buntentor        | 3–3 (2-0 p) | Hamburger SV                     |
| Saalfeld Titans      | 0–11        | Karlsruher SC                    |
| Rostocker FC 1895    | 0–9         | FSV Gütersloh                    |
| SV 67 Weinberg       | 4–1         | SC 07 Bad Neuenahr               |
| Fortuna Köln         | 4–0         | Chemnitzer FC                    |
| 1. FC Riegelsberg    | 0–3         | 1. F. C. Núremberg               |
| TSV Jahn Calden      | 2–0         | TSV Alemannia Freiburg-Zähringen |
| Magdeburger FFC      | 3–1         | SV Berghofen                     |
| Türkiyemspor Berlin  | 6–1         | Eimsbütteler TV                  |
| VfL Jesteburg        | 3–4         | SV Henstedt-Ulzburg              |
| FC Stahl Brandenburg | 0–7         | Viktoria Berlin                  |
| SV Elversberg        | 3–0         | 1. FFC 08 Niederkirchen          |
| 1. FC Saarbrücken    | 3–2         | SV Hegnach 1947                  |
| VfR Warbeyen         | 1–2         | Borussia Bocholt                 |
| FFC Wacker Munich    | 0–0 (4-5 p) | FC Ingolstadt                    |
| Holstein Kiel        | 1–2         | VfL Bochum                       |

### Segunda ronda
Los partidos se jugaron entre el 10, 11 y 12 de septiembre de 2022.
| Equipo 1            | Resultado   | Equipo 2            |
| ------------------- | ----------- | ------------------- |
| Fortuna Köln        | 0–1         | SC Sand             |
| ATS Buntentor       | 1–6         | SGS Essen           |
| Magdeburger FFC     | 0–5         | MSV Duisburgo       |
| Borussia Bocholt    | 1–2         | FF USV Jena         |
| SV 67 Weinberg      | 0–7         | Eintracht Fráncfort |
| SV Henstedt-Ulzburg | 0–3         | Werder Bremen       |
| FSV Gütersloh       | 2–8         | VfL Wolfsburgo      |
| VfL Bochum          | 0–1         | SV Meppen           |
| Türkiyemspor Berlin | 0–6         | RB Leipzig          |
| TSV Jahn Calden     | 1–4         | Bayer 04 Leverkusen |
| SV Elversberg       | 0–8         | 1. FC Colonia       |
| SG Andernach        | 2–3         | SC Freiburg         |
| Karlsruher SC       | 1–2         | 1. F. C. Núremberg  |
| Viktoria Berlin     | 4–4 (2-3 p) | Turbine Potsdam     |
| 1. FC Saarbrücken   | 1–7         | TSG 1899 Hoffenheim |
| FC Ingolstadt       | 0–7         | FC Bayern Múnich    |